# Fajsławice (Krasnystaw)
Pour les articles homonymes, voir Fajsławice.
Fajsławice (prononciation : [fai̯swaˈvit͡sɛ]) est un village polonais de la gmina de Fajsławice dans le powiat de Krasnystaw de la voïvodie de Lublin dans l'est de la Pologne.
Le village est le siège administratif (chef-lieu) de la gmina appelée gmina de Fajsławice.
Il se situe à environ 19 kilomètres au nord-ouest de Krasnystaw (siège du powiat) et 32 kilomètres au sud-est de Lublin (capitale de la voïvodie).
Le village comptait approximativement une population de 1 457 habitants en 2008.

## Histoire
De 1975 à 1998, le village est attaché administrativement à l'ancienne Voïvodie de Lublin.

Depuis 1999, il fait partie de la nouvelle voïvodie de Lublin.

## Galerie

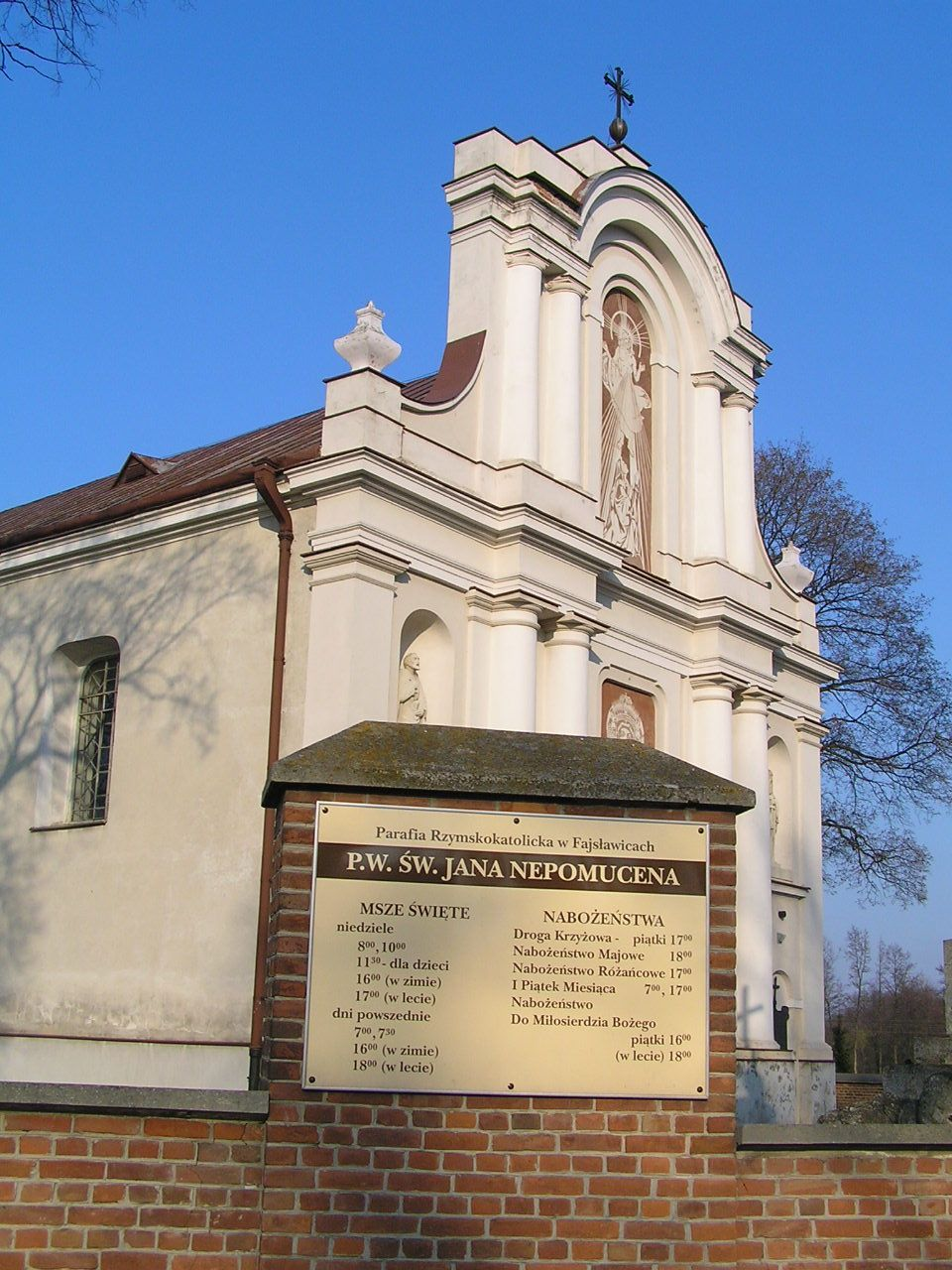
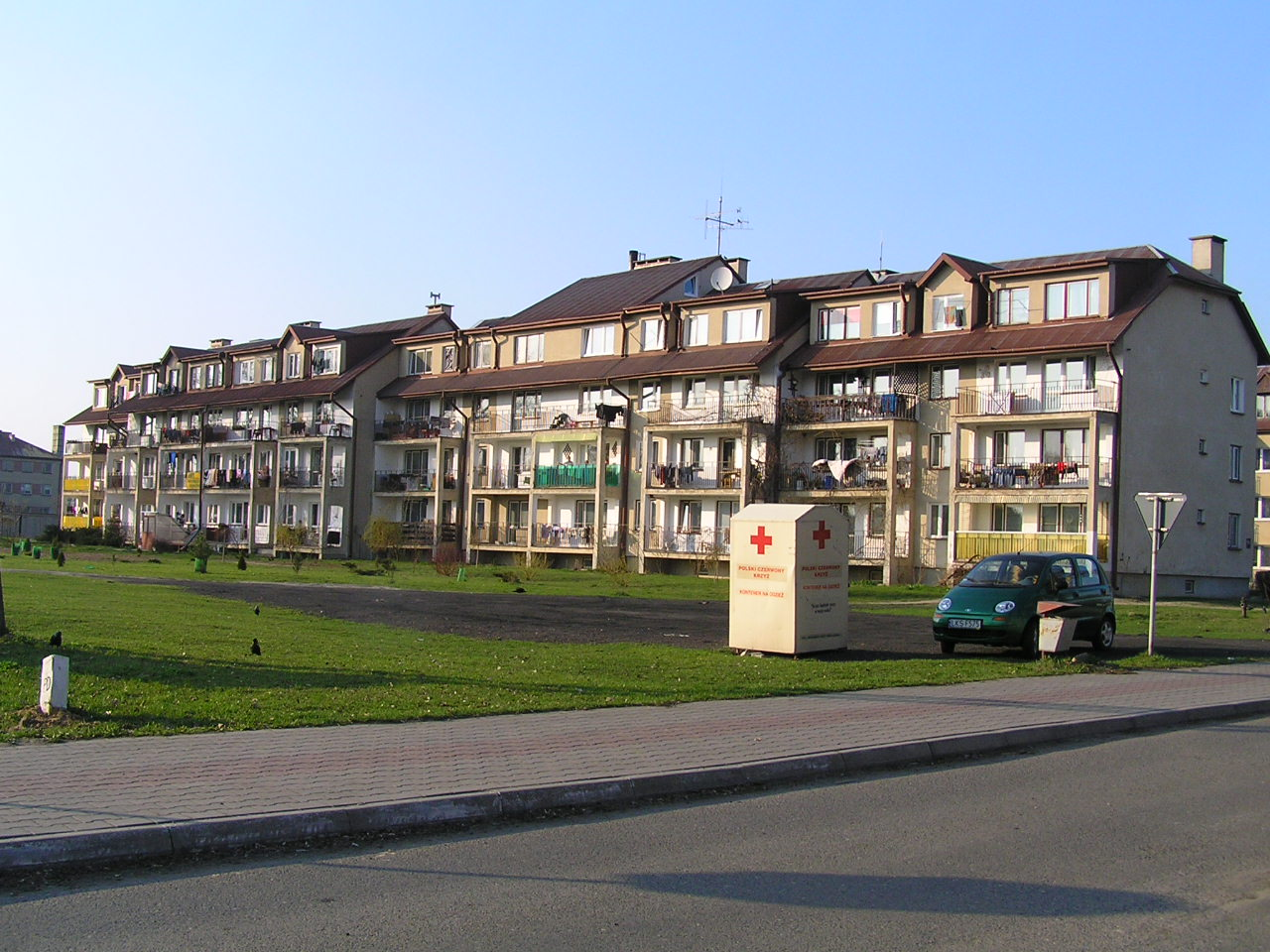
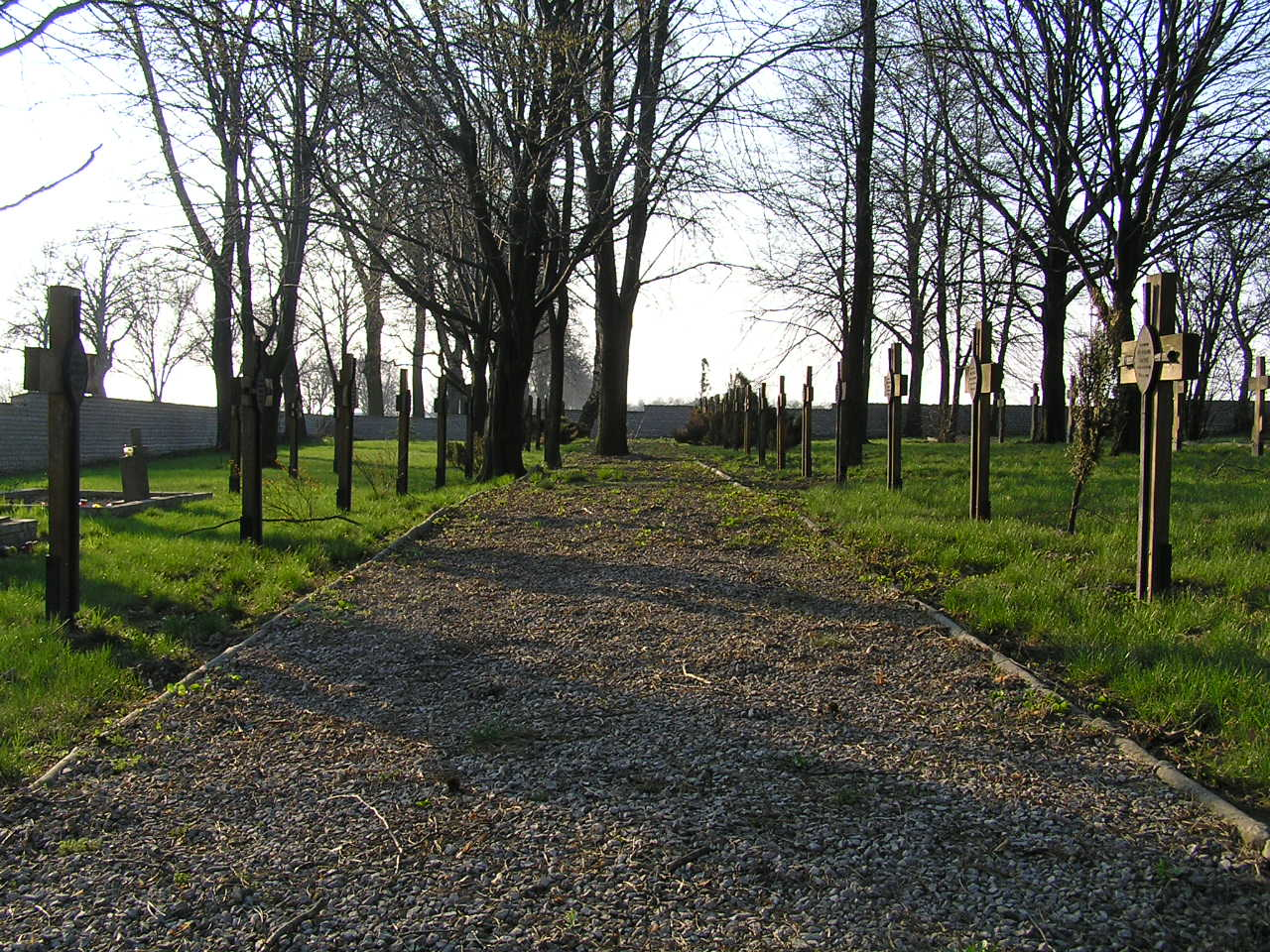

quelques vues de Fajsławice